# Jan Karnicki (duchowny)
Jan Karnicki ps. „Miś” (ur. 26 stycznia 1908 w Lucynie (powiat wilejski), zm. 7 lutego 1970 w Ostrożanach) – polski ksiądz katolicki, kapelan WP oraz Armii Krajowej, organizator i pierwszy proboszcz na cały teren powiatu miasteckiego na Ziemiach Odzyskanych, Honorowy Obywatel Gminy Miastko.

## Życiorys

### Młodość i pierwsze lata kapłaństwa
Rodzicami jego byli Antoni i Magdalena z d. Michalkiewicz. Ukończył seminarium w Pińsku i 18 kwietnia 1935 r. przyjął święcenia kapłańskie. W latach 1935–1938 był wikariuszem w Rubieżewiczach, a w latach 1938–1939 pełnił funkcję proboszcza w Mikaszewiczach. W 1939 otrzymał nominację na kapelana rezerwy i pełnił funkcję administratora parafii wojskowej w Słonimiu, gdzie znajdował się garnizon 79 Pułku Strzelców Słonimskich im. Lwa Sapiehy .

### Lata II wojny światowej
Brał udział w wojnie obronnej 1939 jako kapelan Ośrodka Zapasowego 20 Dywizji Piechoty, włączonego do związku taktycznego gen. Franciszka Kleeberga (zreorganizowanego ostatecznie w SGO Polesie). Po kapitulacji 5 października, w miejscowości Krzywda, dostał się do niewoli niemieckiej, skąd wkrótce zbiegł  .
Po przejściu do partyzantki otrzymał pseudonim „Miś”. Był kapelanem Inspektoratu Radzyń Okręgu Lublin Armii Krajowej i Oddziału Partyzanckiego 34 Pułku Piechoty Armii Krajowej 9 Podlaskiej Dywizji Piechoty AK, którym dowodził „Zenon” - mjr Stefan Wyrzykowski. Awansowany do stopnia majora. Potem ukrywał się na terenach podwarszawskich. Był m.in. pomocnikiem proboszcza, a następnie kapelanem sióstr urszulanek w Miedzeszynie .

### Posługa na Ziemiach Odzyskanych
W 1945 r. ks. Jan Zieja, konfrater z diecezji pińskiej, urzędujący proboszcz w Słupsku, namówił go do pracy duszpasterskiej na Ziemiach Odzyskanych. Od sierpnia 1945 do 30 września 1962 był pierwszym proboszczem w Miastku. Zorganizował od podstaw życie religijne na terenie dawnego powiatu miasteckiego, gdyż taki zasięg miała jego parafia Najświętszej Maryi Panny Wspomożenia Wiernych w Miastku, której nadał to wezwanie. Przystosował do kultu katolickiego, poświęcił i nadał tytuły następującym kościołom: 28 lipca 1946 pw. św. Anny w Barcinie, 15 września 1946 pw. św. Andrzeja Boboli w Biesowicach, w 1946 pw. Chrystusa Króla w Kołczygłowach, 18 sierpnia 1946 pw. MB Bolesnej w Płocku, 13 kwietnia 1946 pw. św. Wojciecha w Sępolnie Wielkim, 13 kwietnia 1946 pw. św. Stanisława w Kołtkach, 2 lutego 1946 pw. św. Stanisława Kostki w Wałdowie, 16 czerwca 1946 pw. Najświętszego Serca Jezusa w Kramarzynach, 18 sierpnia 1946 pw. MB Różańcowej w Kępicach. 12 maja 1947 pw. Niepokalanego Serca Maryi w Świerznie, 27 września 1947 pw. św. Michała Archanioła w Miłocicach i w sierpniu 1947 kapliczka w Dretyniu .
Jako kapłan uczestniczył w historycznych wydarzeniach początków polskości w Miastku i okolicach. Był m.in. nauczycielem religii oraz geografii w gimnazjum w Miastku. Pełnił funkcję wicedziekana dekanatu bytowskiego, do którego należało wówczas Miastko. Pisał kronikę, która jest źródłem do historii miasta w okresie powojennym  .

### Powrót do diecezji pińskiej
30 września 1962 powrócił do rodzinnej diecezji pińskiej i rozpoczął pracę w Wyszkach. W latach 1965–1970 był proboszczem parafii Narodzenia Najświętszej Maryi Panny w Ostrożanach. Rozpoczął tam starania o uznanie kościoła parafialnego za sanktuarium Maryjne, ze względu na znajdujący się tam od XVII wieku łaskami słynący obraz Matki Bożej Ostrożańskiej. Bp Władysław Jędruszuk, administrator apostolski diecezji pińskiej poparł je, występując w tej sprawie do Stolicy Apostolskiej, co zostało uwieńczone w 1987 roku. Ks. Jan Karnicki zmarł w Ostrożanach 7 lutego 1970 i został pochowany na cmentarzu parafialnym .

## Powtórny pochówek
Z inicjatywy księży pochodzących z Miastka w roku 2010 został powołany Komitet honorowy (w jego skład weszli: ks. kanonik Ryszard Łopaciuk, dziekan dziekanów diecezji koszalińsko-kołobrzeskiej, przewodniczący komitetu; ks. kanonik Józef Domińczak, proboszcz parafii Miłosierdzia Bożego w Miastku, wicedziekan miastecki; ks. kanonik Ludwik Musiał, dawny wikariusz i proboszcz miastecki; ks. prałat Ireneusz Maraszkiewicz; ks. dr Ireneusz Blank; ks. Piotr Flis; ks. dr Wojciech Wójtowicz i ks. Piotr Zieliński, sekretarz) w celu sprowadzenia ciała ks. Jana Karnickiego do Miastka. Powtórny pochówek kapłana miał miejsce 9 kwietnia 2011 na cmentarzu komunalnym w Miastku, gdzie ks. Karnicki spoczął w grobowcu razem ze swoim ojcem – Antonim (pochowanym w Miastku w lutym 1962) .
Podczas tej uroczystości ks. Jan Karnicki nazwany został „pierwszym proboszczem – budowniczym Kościoła duchowego i materialnego, przewodnikiem dla kapłanów i wiernych Miastka oraz okolic, ojcem parafii miasteckich” .

## Upamiętnienie
29 sierpnia 2015 r. w Ostrożanach odbyło się poświęcenie i wmurowanie tablicy pamiątkowej upamiętniającej ks. Jana Karnickiego. Inicjatorem tego był Waldemar Kosieradzki twórca Muzeum Historii i Tradycji w Łosicach, a organizatorem Konna Straż Ochrony Przyrody i Tradycji. W uroczystości uczestniczyli: ostatni żyjący partyzant oddziału „Zenona” mjr Tadeusz Sobieszczak ps. „Dudek”, starosta siemiatycki Jan Zalewski, delegacja Towarzystwa Przyjaciół Ziemi Łosickiej, Barbara Wyczółkowska-Łotocka autorka wielu opracowań o oddziale „Zenona” i społeczeństwo powiatu siemiatyckiego .
Wiosną 2017 roku, w ramach przygotowań do XXIII Sesji Sejmu Dzieci i Młodzieży, której tematem była „Przestrzeń publiczna, jako miejsce wolne od symboli propagujących systemy totalitarne. Lokalni bohaterowie w przestrzeni publicznej”, uczennice Gimnazjum im. Jana Pawła II w Miastku podjęły inicjatywę, aby nowo zbudowany most w Miastku nosił imię „lokalnego bohatera”. Według nich „pamięć o proboszczu powinna być stałym elementem świadomości lokalnej” .
11 listopada 2017 roku, podczas uroczystości z okazji 400-lecia Miastka i Święta Niepodległości, rada gminy nadała ks. Janowi Karnickiemu tytuł Honorowego Obywatela Gminy Miastko. Jego kandydaturę zgłosił burmistrz Roman Ramion. Stwierdzono, iż „przez cały okres pobytu w Miastku ksiądz Karnicki wszystkie swe siły i umiejętności poświęcił odbudowie i krzewieniu wiary katolickiej w Miastku. Odegrał bardzo ważną rolę integracji wśród swoich wiernych, którzy w powojennym tyglu przybyli na Ziemie Zachodnie. Przystosował do kultu katolickiego, poświęcił i nadał tytuły kilkunastu kościołom w powiecie miasteckim oraz do przejęcia kościoła mariackiego w Miastku”.